# Кіровоградгаз
АТ «Кіровоградга́з» — акціонерне товариство зі штаб-квартирою в м. Кропивницькому, яке займається розподіленням, транспортуванням та постачанням газу у Кіровоградській області.

## Історія
У 1971 році введено в дію газорозподільну станцію (ГРС) м. Кіровограда, для експлуатації якої створено управління газового господарства «Кіровоградгаз». 

## Сучасність
У 1994 році, «Кіровоградгаз» згідно з рішенням Державного комітету по нафті і газу реорганізовано у відкрите акціонерне товариство.
У грудні 2022 року, ТОВ «Газорозподільні мережі України» отримало ліцензію на право провадження господарської діяльності з розподілу природного газу в межах території Кіровоградської області (окрім міста Гайворона). 
У січні 2023 року АТ «Кіровоградгаз» було інтегровано до структури ТОВ «Газорозподільні мережі України» та створено регіональний підрозділ — Кропивницьку філію.
Станом на серпень 2023 року, «Кіровоградгаз» є акціонерним товариством.

## Структура
- Головне Управління ВАТ «Кіровоградгаз»;
- Бобринецьке УЕГГ;
- Долинське УЕГГ;
- Знам'янське УЕГГ;
- Маловисківське  УЕГГ;
- Олександрівське УЕГГ;
- Олександрійське УЕГГ;
- Світловодське УЕГГ.[5]